# Anne Jud

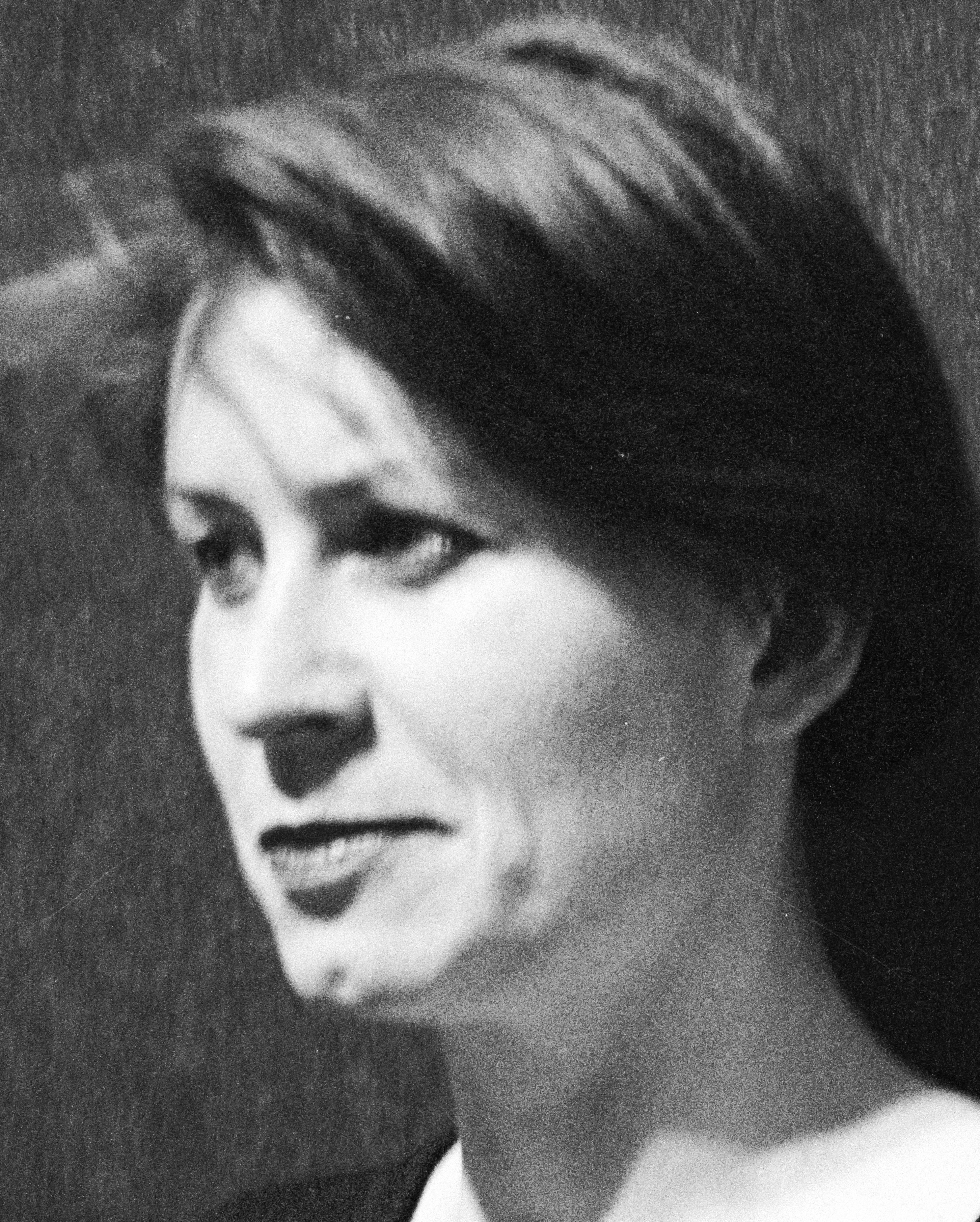
Anne Jud, 1991

Anne Jud, auch Anne Jud-Hallauer (* 22. April 1953 in Kastanienbaum, Schweiz; † 1. April 2016 in Santa Barbara, Vereinigte Staaten), war eine Schweizer Kostümbildnerin und Installationskünstlerin.

## Leben und Wirken
Anne Jud wuchs in Meggen auf. Sie durchlief von 1972 bis 1974 eine Schauspielausbildung in Zürich und Wien und ging anschließend nach Berlin, wo sie erste Assistenzen annahm. 1975/1976 ging Anne Jud auf eine sechsmonatige Studienreise durch die Vereinigten Staaten und Mexiko. Wieder zurück in Berlin, lernte die Autodidaktin die Kostümbildnerei praktisch an der Schaubühne Berlin und war an diversen Theaterprojekten wie etwa den Shakespeare-Aufführungen an der Schaubühne sowie am Theater des Westens beteiligt. Im Lauf der Jahre wandte sie sich auch anderen unterschiedlichen Kunstprojekten zu und wirkte als Performance-Künstlerin ebenso wie als Installationskünstlerin. Zu Juds Kunstinstallationen zählen ihre Dollarnoten-Faltungen.
Von 1976 bis 1993 beteiligte sich Anne Jud als Kostümbildnerin an Theater- und Filmproduktionen, von 1977 bis 1981 war sie Mitglied der Berliner Galerie am Moritzplatz. Zeitgleich organisierte sie bis 1994 Ausstellungen in Berlin, aber auch in anderen europäischen Städten. 1985 erhielt sie ein Arbeitsstipendium des Berliner Senators für Kultur. In den Jahren 1987 bis 1991 nahm Anne Jud auch Lehraufträge für Kostüm an der Universität der Künste wahr, ehe sie 1994 nach Solvang in den USA umzog, wo sie das Artstudio auf der Hallauer Ranch eröffnete. Bis zu ihrem Tod im Jahre 2016 organisierte Anne Jud-Hallauer (seit 1995 verheiratet mit dem Arzt Wolfgang Hallauer) Ausstellungen in den USA und in Europa.
Juds Beiträge zum Film beschränken sich auf einige Kostümentwürfe der 1980er Jahre. Nach ihrer Assistenz bei Thomas Braschs 1980 gedrehtem Zeitbild Engel aus Eisen arbeitete sie mit Regisseuren zusammen, die jenseits der Mainstream-Unterhaltung wirkten. So kreierte sie die Kostüme zu Inszenierungen von Elfi Mikesch, Monika Treut, Rosa von Praunheim, Ulrike Ottinger und Wolfgang Becker.

## Filmografie
als Kostümbildnerin
- 1981: Engel aus Eisen (Kostüm-Assistenz)
- 1985: Verführung: Die grausame Frau
- 1986: Am nächsten Morgen kehrte der Minister nicht an seinen Arbeitsplatz zurück
- 1986: Sieben Frauen – Sieben Sünden. 1. Episode: Superbia
- 1987: Anita – Tänze des Lasters
- 1988: Johanna d’Arc of Mongolia
- 1992: Kinderspiele